# Hanson Ridge
Hanson Ridge ist ein markanter Gebirgskamm an der Scott-Küste des ostantarktischen Viktorialands. Er ragt 5 km nordwestlich des Spike-Kaps inmitten des Wilson-Piedmontgletschers auf.
In Karten der Terra-Nova-Expedition (1910–1913) ist er als Black Ridge verzeichnet. Da dieser Name jedoch bereits für eine andere Formation im Viktorialand vergeben ist, benannte das Advisory Committee on Antarctic Names ihn 1964 nach dem US-amerikanischen Meteorologen Kirby Julian Hanson (1929–2006), der 1958 auf der Amundsen-Scott-Südpolstation tätig war.